# Biała Podlaska (gmina)
Pour les articles homonymes, voir Biała Podlaska (homonymie).
Biała Podlaska est une gmina rurale (gmina wiejska) de la powiat de Biała Podlaska, dans la Lublin, dans l'est de la Pologne.
Son siège administratif (chef-lieu) est la ville de Biała Podlaska, bien qu'elle ne fasse pas partie du territoire de la gmina, et qui est aussi le chef-lieu du powiat de Biała Podlaska. Elle se situe environ 126 kilomètres au nord-ouest de Lublin (capitale de la voïvodie).
La gmina couvre une superficie de 324,76 km2 pour une population de 12 299 habitants en 2006.

## Histoire
De 1975 à 1998, la gmina est attachée administrativement à la voïvodie de Biała Podlaska.

Depuis 1999, elle fait partie de la voïvodie de Lublin.

## Géographie
La gmina inclut les villages et localités de :

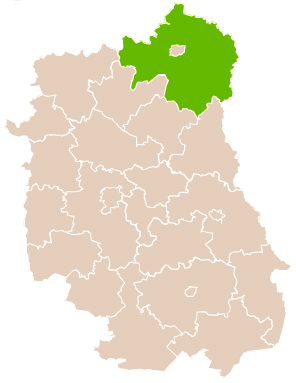
Plan de la gmina

- Cełujki
- Cicibór Duży
- Cicibór Mały
- Czosnówka
- Dokudów Drugi
- Dokudów Pierwszy
- Grabanów
- Grabanów-Kolonia
- Hola
- Hrud
- Husinka
- Janówka
- Jaźwiny
- Julków
- Kaliłów
- Kamieniczne
- Krzymowskie
- Lisy
- Łukowce
- Michałówka
- Młyniec
- Nowy Sławacinek
- Ogrodniki
- Ortel Książęcy Drugi
- Ortel Książęcy Pierwszy
- Perkowice
- Pojelce
- Pólko
- Porosiuki
- Rakowiska
- Roskosz
- Sitnik
- Stary Sławacinek
- Styrzyniec
- Surmacze
- Swory
- Sycyna
- Terebela
- Wilczyn
- Wólka Plebańska
- Woroniec
- Woskrzenice Duże
- Woskrzenice Małe
- Zabłocie
- Zacisze

### Gminy voisines
La gmina de Biała Podlaska est voisine de:

la ville de :
- Biała Podlaska

et des gminy suivantes :
- Drelów
- Huszlew
- Janów Podlaski
- Leśna Podlaska
- Łomazy
- Międzyrzec Podlaski
- Piszczac
- Rokitno
- Zalesie

## Structure du terrain
D'après les données de 2002, la superficie de la commune de Biała Podlaska est de 324,76 kilomètres carrés, répartis comme telle :
- terres agricoles : 66 %
- forêts : 27 %

La commune représente 11,79 % de la superficie du powiat.

## Démographie
Données du 30 juin 2004:
| Description        | Total  | Total | Femmes | Femmes | Hommes | Hommes |
| ------------------ | ------ | ----- | ------ | ------ | ------ | ------ |
| Unité              | Nombre | %     | Nombre | %      | Nombre | %      |
| Population         | 12 049 | 100   | 6 003  | 49,8   | 6 046  | 50,2   |
| Densité (hab./km²) | 37,1   | 37,1  | 18,5   | 18,5   | 18,6   | 18,6   |